# Colmenarejo
Colmenarejo är en småstad och kommun i den autonoma regionen Madrid i centrala Spanien. Staden ligger cirka 31 kilometer nordväst om centrala Madrid. Kommunen har 9 623 invånare (2024), på en yta av 31,70 km².
Strax nordost om Colmenarejo ligger Galapagar. I Colmenarejo finns ett campus vid Universidad Carlos III de Madrid.